# Holdenstedt
Holdenstedt ist ein Ortsteil der Stadt Allstedt im Landkreis Mansfeld-Südharz in Sachsen-Anhalt (Deutschland).

## Geografie
Holdenstedt liegt zwischen Sangerhausen und Eisleben rund 9 km nördlich von Allstedt.

## Geschichte
In einem zwischen 881 und 899 entstandenen Verzeichnis des Zehnten des Klosters Hersfeld (Hersfelder Zehntverzeichnis) wird Holdenstedt als zehntpflichtiger Ort Holdestedi im Friesenfeld erstmals urkundlich erwähnt. Um 1530 existierte in Holdenstedt eine größere Täufergemeinde, an deren Gründung unter anderem der 1536 in Jena hingerichtete Heinz Kraut beteiligt war.
In der Zeit des Dreißigjährigen Krieges wurde das Gebiet 1625 von einer Pestepidemie befallen, bei der allein in diesem Ort 180 Menschen starben.
Am 21. November 1998 eröffnete der Verein „Feuerwehrhistorik Holdenstedt e. V.“ in der Bauernreihe ein Feuerwehrmuseum. Seit der Eröffnung ist das Feuerwehrmuseum stetig gewachsen und wird derzeit auf einem ehemaligen LPG-Hof erweitert. Es ist eine der größten ständigen Feuerwehrausstellungen in Ostdeutschland.
Am 1. Januar 2010 wurde die bis dahin selbstständige Gemeinde Holdenstedt zusammen mit den Gemeinden Beyernaumburg, Emseloh, Katharinenrieth, Liedersdorf, Mittelhausen, Niederröblingen (Helme), Nienstedt, Pölsfeld, Sotterhausen und Wolferstedt in die Stadt Allstedt eingemeindet.

## Verkehr
Nördlich des Ortes ist die Bundesstraße 80, Sangerhausen nach Eisleben. Die Autobahn A 38 die von Halle (Saale) nach Göttingen führt, liegt südlich vom Holdenstedt.

## Regelmäßige Veranstaltungen
Der Pfingstburschentanz ist das größte Volksfest des Dorfes.

## Söhne und Töchter Holdenstedts
- Petronella (auch bekannt als Petronella von Holdenstedt; wegen ihrer täuferischen Anschauungen 1535 bei Gröningen hingerichtet) war eine Einwohnerin Holdenstedts. Gemeinsam mit ihrem Mann Lukas betrieb sie dort eine Bäckerei.
- Moritz Knobloch (1851–1923), Bürgermeister von Sangerhausen